# Omar Alexander Cardenas
Omar Alexander Cardenas (n. 23 martie 1995, California, SUA) este un fugar⁠(d) american, suspectat de a fi membru al bandei Pierce Street Gang din Los Angeles, care a fost adăugat pe lista celor mai căutați zece fugari a FBI pe 20 iulie 2022. El este căutat pentru uciderea lui Jabali Dumas, în vârstă de 46 de ani, și pentru fugă ilegală pentru a evita urmărirea penală și este suspectat de autorități că a fugit în Mexic pentru a evita arestarea. Cardenas a fost cel de-al 528-lea fugar inclus pe lista celor mai căutați zece fugari a FBI. El l-a înlocuit pe Eugene Palmer⁠(d), care a fost scos de pe listă fără a fi capturat. FBI oferă o recompensă de până la 250.000 de dolari pentru informații care conduc la capturarea sa.

## Crimă
La 15 august 2019, Cardenas este suspectat că l-a împușcat și ucis pe Jabali Dumas, un bărbat în vârstă de 46 de ani, în fața frizeriei Hair Icon Barber Shop din cartierul Sylmar⁠(d) din Los Angeles, California. Șeful LAPD, Michel Moore, a declarat că Cardenas a tras nouă focuri de armă asupra lui Dumas de la o distanță de aproximativ 9 metri, lovindu-l în cap. Victima a murit la fața locului, iar Cardenas a fost văzut fugind cu mașina sa. Nu este clar dacă suspectul și victima se cunoșteau înainte de schimbul de focuri. Cardenas a fost acuzat de crimă în aprilie 2020.

## Fugar
Cardenas a fost acuzat de fugă ilegală pentru a evita urmărirea penală în septembrie 2021. FBI a declarat că este posibil ca Cardenas să fi fugit în Mexic sau să se afle, de asemenea, în sudul Californiei, unde are familie și prieteni. FBI a declarat, de asemenea, că acesta ar putea lucra ca muncitor în construcții.